# Vincenzo Cavalla
Vincenzo Cavalla (Villafranca d'Asti, Itália, 18 de abril de 1902 – Matera, Itália, 14 de fevereiro de 1954) foi um prelado italiano da Igreja Católica e arcebispo de Acerenza e Matera.

## Biografia
Formado em literatura e teologia, foi cônego da Catedral de Santa Maria Assunta. Atuando como estudioso bíblico colaborou com a l'Enciclopédia Católica (1948-1954) para a redação de artigos relativos a Bíblia.

### Ministério Episcopal
Em 8 de setembro de 1946, o Papa Pio XII o nomeou Arcebispo Metropolitano de Acerenza e Arcebispo de Matera; foi consagrado no dia 28 de outubro pelo bispo de Asti, Umberto Rossi.
Vincenzo morreu repentinamente em Matera em 14 de fevereiro de 1954 aos 51 anos.

## Genealogia Episcopal
Sua genealogia episcopal é:
- Cardeal Scipione Rebiba
- Cardeal Giulio Antonio Santori
- Cardeal Girolamo Bernerio, O. P.
- Arcebispo Galeazzo Sanvitale
- Cardeal Ludovico Ludovisi
- Cardeal Luigi Caetani
- Cardeal Ulderico Carpegna
- Cardeal Paluzzo Paluzzi Altieri degli Albertoni
- Papa Bento XIII
- Papa Bento XIV
- Papa Clemente XIII
- Cardeal Marco Antônio Colonna
- Cardeal Hyacinthe Sigismond Gerdil, B.
- Cardeal Giulio Maria della Somaglia
- Cardeal Carlo Odescalchi, H. I.
- Cardeal Costantino Patrizi Naro
- Bispo Emiliano Manacorda
- Bispo Giovanni Andrea Masera
- Bispo Albino Pella
- Bispo Umberto Rossi
- Arcebispo Vincenzo Cavalla